# Undorosaurus
Undorosaurus es un género extinto de ictiosaurio oftalmosáurido proveniente de la provincia de Ulyanovsk del occidente de Rusia.

## Descripción
Undorosaurus es conocido del holotipo UPM EP-II-20 (527), un esqueleto parcial preservado en tres dimensiones que preserva parcialmente el cráneo. Fue recuperado cerca del río Volga en Gorodische en la zona de ammonites Epivirgatites nikitini, que data del Jurásico Superior.
Maisch y Matzke (2000) consideraron a Undorosaurus como una especie de Ophthalmosaurus. Sin embargo, Storrs et al. 2000 rechazaron la sinonimia basándose en la morfología dental del espécimen. Chris McGowan y Ryosuke Motani (2003) señalaron dos importantes diferencias con Ophthalmosaurus, un isquiopubis incompletamente fusionado y una dentadura norablemente fuerte, y consideraron a Undorosaurus como un género válido de oftalmosáurido. La validez de Undorosaurus es ahora aceptada por muchos autores, incluso por Maisch (2010) quien originalmente propuso la sinonimia.

## Etimología
Undorosaurus fue nombrado por Vladimir M. Efimov en 1999 y la especie tipo es Undorosaurus gorodischensis. El nombre de la especie se debe a Gorodische, la localidad tipo de este taxón. Una segunda especie, U. trautscholdi fue nombrada por M.S. Arkhangelsky y N.G. Zverkov en 2014 a partir de una aleta delantera izquierda parcial hallada en la localidad de Mnevniki, en el óblast de Moscú. El nombre de la especie es en honor del geólogo H. Trautschold quien recolectó y realizó la primera descripción de los fósiles del holotipo de esta especie.